# 龍は眠る
龍は眠る（りゅうはねむる）は宮部みゆきの小説、またはそれを原作としたテレビドラマ。

## 小説

### 書誌情報
- 単行本
  - 出版芸術社、1991年2月、ISBN 4-88293-030-7
- 文庫
  - 新潮文庫、1995年1月、ISBN 978-4101369143
- 叢書
  - 『日本推理作家協会賞受賞作全集 67』（双葉文庫、2006年6月）

### 受賞歴
- 第45回日本推理作家協会賞（長編部門）受賞
- 1991年「週刊文春ミステリーベスト10」1位
- 1992年「このミステリーがすごい」8位

## テレビドラマ
1994年4月22日にフジテレビの2時間ドラマ枠「金曜エンタテイメント」枠で放送された。

### キャスト
- 高坂昭吾 - 石黒賢
- 織田直也 - 東幹久
- 稲村慎司 - 岡田秀樹
- 三村七恵 - 鶴田真由
- 川崎小枝子 - 長谷川真弓
- ホテルのフロント - ガダルカナル・タカ
- 慎司の両親 - 田島令子、長谷川初範
- 週刊アロー編集長 - 森本レオ
- 週刊アロー編集部員 - 山下容莉枝
- 村田刑事 - 渡辺哲
- 小枝子の父 - 勝部演之
- 三宅令子 - 秋本奈緒美
- でんでん、掛田誠、植田あつき、上田真士、須間一弥、川上たけし

### スタッフ
- 脚本 - 沢村一幸
- 監督 - 落合正幸
- 選曲 - 志田博英
- 技術協力 - フォーチュン
- 美術協力 - 舞クリエーション
- ポスプロ - IMAGICA
- 音響効果 - 小川広美
- カースタント - エススリーカンパニー
- 車両協力 - ローバージャパン
- フジテレビ編成企画 - 小林義和、石原隆
- プロデュース - 大賀文子
- 制作 - フジテレビ、キティフィルム